# Присяжна Юлія Вікторівна
Юлія Вікторівна Присяжна (23 квітня 1977, м. Вінниця) — українська художниця. Працює у жанрах станкового та монументального живопису, графіки.

## Біографічна довідка
У 2000 році закінчила Національну академію образотворчого мистецтва і архітектури за фахом мистецтвознавець.
Членкиня Вінницької обласної організації Національної спілки художників України з 2010 року.